# Petrova
Petrova (ukránul: Петрова, jiddisül פטריווה) falu Romániában, Máramaros megyében, a történeti Máramarosban, Petrova község központja.

## Fekvése
Máramarosszigettől 37 kilométerre délkeletre, a Visó folyó partján fekszik.

## Nevének eredete
Neve a Péter személynév  szláv alakjából való, szláv helynévképzővel. Először 1414-ben, Petrowa alakban említették. Nevét a helységnévrendezés idején arra hivatkozva hagyták változatlanul, hogy innen származott a tekintélyes Petrovay család.

## Története
Évszázadokon keresztül a Dolhai család egyik ágának, a Petrovaiaknak utódai birtokolták. A családnév 1451-ben tűnt fel. A családon kívül a falut jobbágyok lakták. Ezek elődei a 14. században talán ruszinok voltak.
Földesura, Petrovay Miklós 1670–72-ben másolta az ún. Petrovay-énekeskönyvet, amely főként magyar nyelvű históriás énekek és verses széphistóriák gyűjteménye. Külön művelődéstörténeti értéke, hogy első ízben jegyzett le benne egy román népdalszöveget (En Pare de fok arde inima ma... kezdettel).
Zsidó közössége vallásilag a munkácsi haszid rabbik befolyása alatt állt.
A határában található kőolajat a 17. század végétől a 20. század közepéig kitermelték. Tanítója 1893-ban feljegyezte, hogy lakói kerülik az ejtésbeli nyelvjárásiasságokat, és emiatt a szomszéd falusiak „úrias” beszédűnek tartják őket. (Csúfnevük nemeși 'nemesek'.) 1913 márciusában a petrovai Ileană és Niță Ardelean énekelték Bartók Béla gramofonjába a Hei tu mândriorule... kezdetű dalt, amelyből később a 44 duó két hegedűre III. füzetének 7. darabja (a Máramarosi tánc) született.
1926-ban különvált tőle Petrovabisztra, az 1930-as években Petrovakraszna.
1910-ben Petrovabisztra és Petrovakraszna nélkül 2874 lakosa volt, közülük 1847 román, 555 német (jiddis), 407 ruszin és 39 magyar anyanyelvű; 2274 görögkatolikus, 537 zsidó és 58 római katolikus vallású.
2002-ben 2693 lakosából 2658 volt román nemzetiségű; 2552 ortodox, 38 pünkösdista, 32 adventista és 21 görögkatolikus vallású.

## Közlekedés
A települést érinti a Szálva–Alsóvisó–Visóvölgy–Máramarossziget-vasútvonal.

## Nevezetessége
- A Gyógyító forrás ortodox kolostor a Valea Neagră (újabban Valea Luminată) határrészben, az erdő közepén. Szertartásai vegyesen román és ukrán nyelvűek.
- Mihalca-ház (793. sz., a 18. század végén épült)